# Augusto Ordóñez
Augusto Ordóñez   (Oviedo, 20 de juny de 1883 - Oviedo, 13 de maig de 1957) fou un baríton asturià.

## Biografia
Nascut en el si d'una humil família, va començar els estudis musicals a l'Escola de Belles arts de la seva ciutat natal, alternant l'activitat d'instrumentista de violí amb la de compositor. El desembre de 1900 va aconseguir estrenar un conjunt de valsos que va titular Mari Lola. Una mica més tard va ingressar a l'Orfeón Ovetense on va començar la seva carrera lírica.
Es va traslladar a Madrid, on va rebre classes del mestre José María Alvira, director del Cor del Teatro Real de Madrid. Gràcies al seu mestre, Ordóñez va poder optar a una audició amb els empresaris del Real, Boceta i Calleja, així com del mestre Marinuzzi, i va quedar contractat immediatament. El 1911, debuta al Teatro Real de Madrid amb Samson et Dalila de Saint-Saëns en el paper de gran sacerdot, i obté el primer èxit de la seva carrera.
Gràcies a la intervenció del seu paisà, el polític Alejandro Pidal y Mon, li va ser concedida una beca de la Diputació Provincial d'Oviedo, per anar a estudiar a Milà per tres anys.
L'agost de 1912, debuta a Itàlia cantant a Màntua el paper de Marcello de La Bohème i el Pròleg d'I Pagliacci. Posteriorment se'n va a Malta, on va romandre sis mesos cantant, entre d'altres, Aida, El barber de Sevilla, La Traviata, Les Pêcheurs de perles, L'Africaine de Meyerbeer, L'amore dei tre re de Montemezzi, Tosca i Rigoletto, títol amb el què va obtenir un important triomf.
El 1915, i a conseqüència del conflicte que viu Itàlia en la Segona Guerra Mundial, Augusto torna a Espanya i, després de cantar al Gran Teatre del Liceu de Barcelona, crea a Oviedo una companyia al costat de la soprano Herminia Gómez, el tenor Vergel i el baix Augusto Caro-Romero. Amb aquesta companyia intervé a El barber de Sevilla i Rigoletto. En el mateix any canta a Gijón al costat del baríton Servando Bango. Temps després, canta al costat de les sopranos Ángeles Ottein i Ofelia Nieto i el baríton Servando Bango a La traviata, L'Africaine de Meyerbeer, Rigoletto i El barber de Sevilla.
Després de cantar a Madrid i a de Barcelona, i una vegada finalitzada la guerra, marxa de nou a Itàlia, i després a Amèrica. El 1919, canta al Teatro Esperanza Iris de Mèxic, Samson et Dalila de Saint-Saëns, al costat del tenor Enrico Caruso i la mezzosoprano Gabriella Besanzoni.
En els anys següents va actuar per tota Amèrica, especialment a Cuba i Miami, on va cantar al costat del tenor Enrico Caruso, el tenor Hipòlit Lázaro, la soprano Maria Barrientos, el tenor Josep Palet o el tenor Tito Schipa.
En els anys cinquanta, s'estableix a Barcelona, on canta diverses sarsueles com Los gavilanes i La alsaciana ambdues de Jacinto Guerrero; La dogaresa de Rafael Millán Picazo; La del soto del parral de Reveriano Soutullo i Joan Vert; Luisa Fernanda de Federico Moreno Torroba.
Va inervenir en cinc pel·lícules: Bajo el cielo de Asturias (1951), El sistema Pelegrín (1952), Almas en peligro (1952), Misión extravagante (1954) i El fugitivo de Amberes (1955).
Finalment es va traslladar a Oviedo on va fundar una acadèmia de cant. Va morir a la seva ciutat natal reconegut com un gran cantant el 13 de maig de 1957.

## Estil vocal
Augusto Ordóñez era posseïdor d'una veu molt bella que usava amb una tècnica refinada. La seva sòlida formació musical, unida al seu elegant i aposta figura, li va proporcionar grans triomfs.